# Gran Premio de Montreal 2018
La 9.ª edición de la clásica ciclista Gran Premio de Montreal se celebró en Canadá el 9 de septiembre de 2018 por los alrededores de la ciudad de Montreal, al que se le dieron 16 vueltas para completar un recorrido de 195,2 kilómetros.
La carrera formó parte del UCI WorldTour 2018, siendo la trigésima cuarta competición del calendario de máxima categoría mundial, y fue ganada por el australiano Michael Matthews del Sunweb. El italiano Sonny Colbrelli del Bahrain Merida y el belga Greg Van Avermaet del BMC Racing lo acompañaron en el podio como segundo y tercer clasificado respectivamente.

## Recorrido
El Gran Premio de Montreal dispuso de un recorrido total de 195,2 kilómetros, donde los ciclistas en la parte final disputaron un circuito de 16 vueltas de 12,2 kilómetros hasta la línea de meta.

## Equipos participantes
Tomaron parte en la carrera 21 equipos: 18 de categoría UCI WorldTour 2018 invitados por la organización; 2 de categoría Profesional Continental y la selección nacional de Canadá. Formando así un pelotón de 143 ciclistas de los que acabaron 102. Los equipos participantes fueron:
| WorldTeams (18)- AG2R La Mondiale - Astana - Bahrain-Merida - BMC Racing Team - Bora-Hansgrohe - Dimension Data - EF Education First-Drapac p/b Cannondale - Groupama-FDJ - Katusha-Alpecin - Lotto NL-Jumbo - Lotto Soudal - Mitchelton-Scott - Movistar Team - Quick-Step Floors - Sky - Team Sunweb - Trek-Segafredo - UAE Team Emirates Equipos continentales profesionales (2)- Israel Cycling Academy - Rally Cycling Equipo nacional- Canadá |
| |

## Clasificaciones finales
- Las clasificaciones finalizaron de la siguiente forma:[3]

### Clasificación general
| \| Clasificación general \| Clasificación general \| Clasificación general \| Clasificación general \| Clasificación general \| \| Ciclista \| Ciclista \| Equipo \| Tiempo \| \| \| --------------------- \| --------------------- \| --------------------- \| --------------------- \| --------------------- \| \| 1.º \| Michael Matthews \| Team Sunweb \| 5 h 19 min 27 s \| \| \| 2.º \| Sonny Colbrelli \| Bahrain-Merida \| + 0 s \| \| \| 3.º \| Greg Van Avermaet \| BMC Racing Team \| + 0 s \| \| \| 4.º \| Oliver Naesen \| AG2R La Mondiale \| + 0 s \| \| \| 5.º \| Timo Roosen \| LottoNL-Jumbo \| + 0 s \| \| \| 6.º \| Rui Alberto Costa \| UAE Team Emirates \| + 0 s \| \| \| 7.º \| Diego Ulissi \| UAE Team Emirates \| + 0 s \| \| \| 8.º \| Michael Valgren \| Astana \| + 0 s \| \| \| 9.º \| Patrick Konrad \| Bora-Hansgrohe \| + 0 s \| \| \| 10.º \| Edvald Boasson Hagen \| Dimension Data \| + 0 s \| \| |                      |                   |                 |
| |                      |                   |                 |
| Fuente: ProCyclingStats |                      |                   |                 |
| Clasificación general |                      |                   |                 |
| Ciclista | Ciclista             | Equipo            | Tiempo          |
| 1.º | Michael Matthews     | Team Sunweb       | 5 h 19 min 27 s |
| 2.º | Sonny Colbrelli      | Bahrain-Merida    | + 0 s           |
| 3.º | Greg Van Avermaet    | BMC Racing Team   | + 0 s           |
| 4.º | Oliver Naesen        | AG2R La Mondiale  | + 0 s           |
| 5.º | Timo Roosen          | LottoNL-Jumbo     | + 0 s           |
| 6.º | Rui Alberto Costa    | UAE Team Emirates | + 0 s           |
| 7.º | Diego Ulissi         | UAE Team Emirates | + 0 s           |
| 8.º | Michael Valgren      | Astana            | + 0 s           |
| 9.º | Patrick Konrad       | Bora-Hansgrohe    | + 0 s           |
| 10.º | Edvald Boasson Hagen | Dimension Data    | + 0 s           |

## UCI World Ranking
El Gran Premio de Montreal otorga puntos para el UCI WorldTour 2018 y el UCI World Ranking, este último para corredores de los equipos en las categorías UCI ProTeam, Profesional Continental y Equipos Continentales. Las siguientes tablas muestran el baremo de puntuación y los 10 corredores que obtuvieron puntos:
Las siguientes muestran el baremo de puntuación y los 10 corredores que obtuvieron puntos:
| Posición              | 1.º | 2.º | 3.º | 4.º | 5.º | 6.º | 7.º | 8.º | 9.º | 10.º | 11.º | 12.º | 13.º | 14.º | 15.º | 16.º-20.º | 21.º-30.º | 31.º-50.º | 51.º-55.º | 56.º-60.º |
| Clasificación general | 500 | 400 | 325 | 275 | 225 | 175 | 150 | 125 | 100 | 85   | 70   | 60   | 50   | 40   | 35   | 30        | 20        | 10        | 5         | 3         |

| Clasificación |                      |                  |        |
| Posición      | Ciclista             | Equipo           | Puntos |
| ------------- | -------------------- | ---------------- | ------ |
| 1.º           | Michael Matthews     | Sunweb           | 500    |
| 2.º           | Sonny Colbrelli      | Bahrain Merida   | 400    |
| 3.º           | Greg Van Avermaet    | BMC Racing       | 325    |
| 4.º           | Oliver Naesen        | Ag2r La Mondiale | 275    |
| 5.º           | Timo Roosen          | LottoNL-Jumbo    | 225    |
| 6.º           | Rui Costa            | UAE Emirates     | 175    |
| 7.º           | Diego Ulissi         | UAE Emirates     | 150    |
| 8.º           | Michael Valgren      | Astana           | 125    |
| 9.º           | Patrick Konrad       | Bora-Hansgrohe   | 100    |
| 10.º          | Edvald Boasson Hagen | Dimension Data   | 85     |